# 1900년 하계 올림픽 승마 우편마차
1900년 하계 올림픽 승마 우편마차는 프랑스 파리 (프랑스)에서 개최된 1900년 하계 올림픽 승마의 비공식 세부 종목이다. 1900년에 프랑스 파리에서 진행된 1900년 하계 올림픽 승마의 비공식 종목이다. 참가자 명단에는 총 31명의 선수가 등록되어 있으며, 모두 29명의 선수명이 알려져있다. 상위 4명의 선수를 제외하고 31명의 선수 중 실제로 얼마나 많이 경기에 참가했는지 알려져 있지 않다.
각 참가자가 2km의 거리를 우편마차를 이용해 편지를 집집마다 배달하는 경기이다.

## 경기 결과
| 순위 | 선수                    |
| ---- | ----------------------- |
| 1    | 조르주 나켈마케르 (BEL) |
| 2    | 레옹 토미 (FRA)         |
| 3    | 바롱 드 뇌플리제 (FRA)  |

## 메달리스트
| 종목     | 금                         | 은                 | 동                        |
| -------- | -------------------------- | ------------------ | ------------------------- |
| 우편마차 | 조르주 나켈마케르 · 벨기에 | 레옹 토미 · 프랑스 | 바롱 드 뇌플리제 · 프랑스 |

## 참고 문헌
- 국제 올림픽 위원회 - 1900년 하계 올림픽 승마 경기 결과 (영어)
- De Wael, Herman. 《Herman's Full Olympians: "Equestrian 1900"》. 2012년 7월 16일에 원본 문서에서 보존된 문서. 2006년 3월 19일에 확인함.
- Mallon, Bill (1998). 《The 1900 Olympic Games, Results for All Competitors in All Events, with Commentary》. Jefferson, North Carolina: McFarland & Company, Inc., Publishers. ISBN 0-7864-0378-0.